# 大甲東社
大甲東社，在今日台中市外埔區之大甲東地區，馬鳴埔附近，福爾摩沙高速公路大甲交流道即在此區。
雍正十年林武力之亂時，大甲東社配合清廷攻打附近民變的番社，所以保留大甲東社之名，成為今日大甲地區的起源。

## 人口
西元1897年，日本政府所做的熟番社數及人口調查中，大甲東社共一百二十四戶七百四十一人，為全苗栗支廳最大的平埔族村落，約占了全支廳的四分之一人口。